# Woenselse Heide
Woenselse Heide is een buurt in het stadsdeel Woensel-Noord in de Nederlandse stad Eindhoven. De buurt ligt in het noorden van Eindhoven. Op 1 januari 2023 telde de buurt 5.265 inwoners, verdeeld over 2.194 woningen, met een gemiddelde WOZ-waarde van € 342.000, op een oppervlakte van 0,81 km². 
Het behoort tot de wijk Aanschot die uit de volgende buurten bestaat:
- Woenselse Heide
- De Tempel
- Blixembosch-West
- Blixembosch-Oost
- Castiliëlaan

De naam verwijst naar de Woenselse Heide die vroeger tussen Eindhoven en Best lag. Het was een langgestrekt gebied dat vele malen groter was dan de huidige buurt. De buurt is medio jaren 60 van de 20e eeuw ontwikkeld en bestaat voornamelijk uit laagbouw.